# Kościół św. Joachima w Sosnowcu

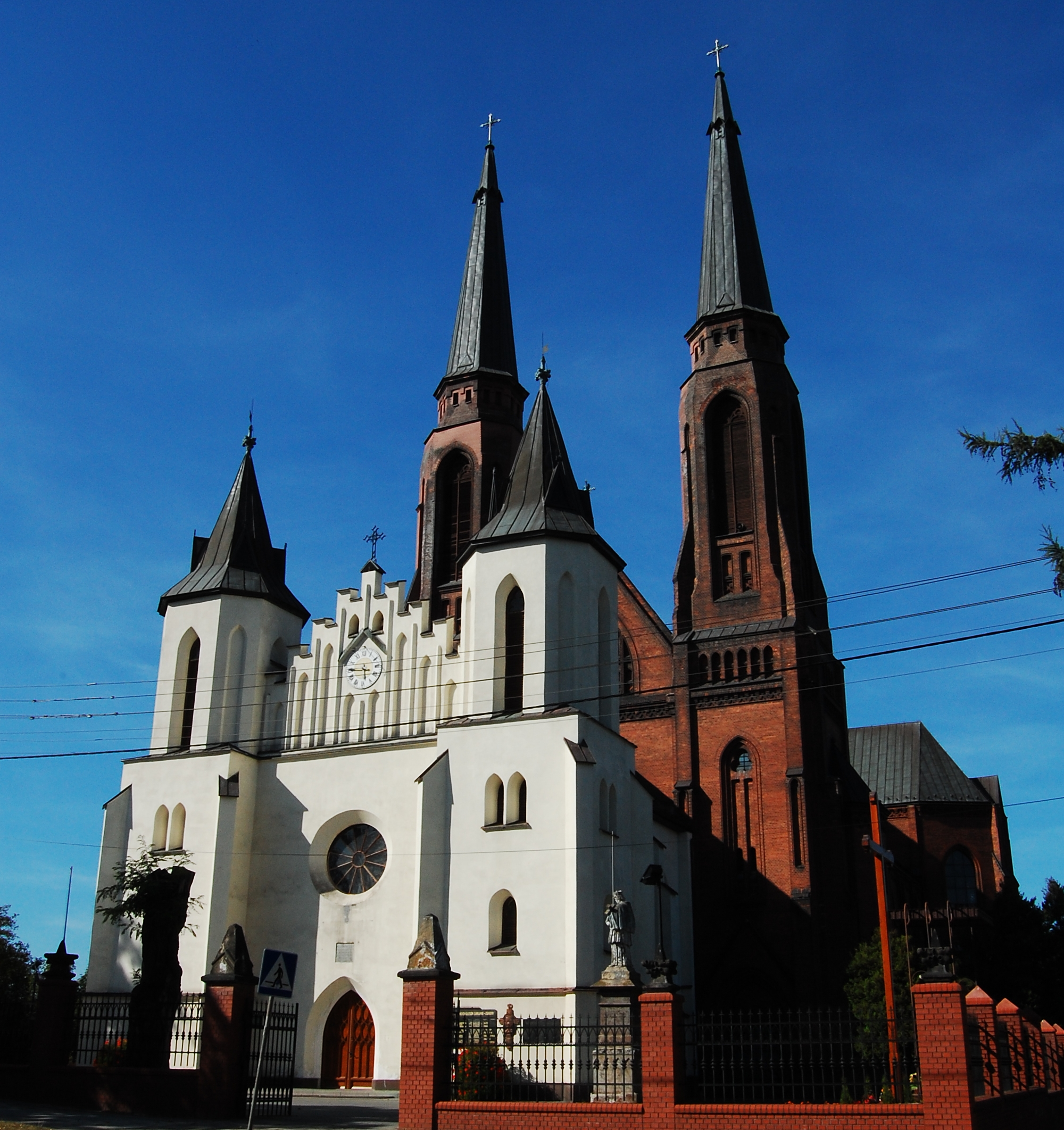
kościół z przodu

Katolicki kościół św. Joachima w Sosnowcu – kościół parafialny w Sosnowcu wzniesiony w latach 1848–1852 w stylu neogotyckim i rozbudowany w latach 1898–1908. Usytuowany w Zagórzu w pobliżu  dawnych posiadłości hrabiny Jadwigi Mieroszewskiej, która ufundowała jego budowę.

## Historia kościoła
W pierwszej połowie XIX wieku na obszarze dzisiejszego Sosnowca rozwinął się przemysł związany z górnictwem węgla kamiennego. W latach 30. i 40. XIX wieku zaczęto budować w okolicy huty cynku i żelaza. Zakłady powstawały w okolicach ówczesnych wsi Sosnowice oraz Dąbrowa. Spowodowało to wzrost liczby ludności w Zagórzu. Właścicielka dóbr Niwki oraz Zagórza hrabina Jadwiga Mieroszewska postanowiła wybudować własnym kosztem kościół w Zagórzu. Świątynię według projektu krakowskich architektów Stanisława Gołębiowskiego i Tomasza Majewskiego wznoszono w latach 1848–1852. W trakcie budowy w 1850 r. siedziba parafii pod wezwaniem Świętych Piotra i Pawła została przeniesiona z Niwki do Zagórza, a 17 września 1854 r. pierwszy kościół w Zagórzu pod wezwaniem św. Joachima poświęcił biskup Tadeusz Łubieński. Z chwilą konsekracji świątynia w Zagórzu stała się kościołem parafialnym, a kościół w Niwce filialnym. Pierwszym proboszczem parafii został ksiądz Walenty Macha. Niemal pół wieku od zakończenia budowy świątynia była już zbyt mała dla rozwijającej się osady, więc w 1898 r. proboszcz parafii św. Aleksandra w Dąbrowie Górniczej ksiądz Józef Dutkiewicz wnioskował do władz Cesarstwa Rosyjskiego o pozwolenie na budowę nowej świątyni. Wniosek został odrzucony, a zgoda została wydana jedynie na rozbudowę starego kościoła. Pomimo sprzeciwu władz carskich ksiądz Dutkiewicz przystąpił do wznoszenia dużego, trójnawowego kościoła św.  Joachima według projektu Józefa Pomian-Pomianowskiego. Prace, które zakończono po 10 latach, finansowali ze składek robotnicy, okoliczni przedsiębiorcy i proboszcz. Starego kościółka nie wyburzono i w nowym kościele stanowi jego wielką kruchtę. Dzięki temu zabiegowi projekt budowy świątyni został zrealizowany, respektując przy tym decyzje urzędowe, które zezwalały wyłącznie na jej rozbudowę. 15 sierpnia 1910 r. nowy kościół został konsekrowany przez biskupa kieleckiego Augustyna Łosińskiego.

## Opis budynku
Kościół św. Joachima w Sosnowcu został wzniesiony w stylu neogotyckim. Jego bryła złożona jest z dwóch świątyń, które zostały zespolone ze sobą w miejscu wyburzonego prezbiterium starego kościoła. Starszy budynek, który tworzy kruchtę został wzniesiony na rzucie prostokąta jest  jednonawową budowlą z dwiema wieżami w fasadzie. Nowsza część kościoła została założona na rzucie krzyża łacińskiego, jest trzynawowa z sześcioprzęsłowym korpusem nawowym, trójprzęsłowym transeptem i dwuprzęsłowym nieco wydłużonym prezbiterium. Nowa forma kościoła to pseudobazylika z transeptem i strzelistymi, widocznymi z daleka ponad 70 metrowymi wieżami. Mury starszej części wykonane są z kamienia pokrytego tynkiem, a nowsza część zbudowana jest z czerwonej cegły. W ołtarzu głównym autorstwa Przesmyckiego umieszczony został obraz  przedstawiający wniebowzięcie Najświętszej Maryi Panny oraz figury św. Anny, św. Joachima i Matki Bożej. Dwa boczne ołtarze poświęcone Matce Boskiej Częstochowskiej, św. Barbarze i scenie ukrzyżowania, ambona, konfesjonały i stacje drogi krzyżowej wyszły spod dłuta Pawła Turbasa, rzeźbiarza i snycerza z Olkusza, znanego z innych kościołów Sosnowca. Na uwagę zasługuje dekoracja malarska z 1934 r. wykonana przez firmę „Styl” pod kierunkiem  Zygmunta Milliego, organy z 1902 r. firmy Adolfa Antoniego Homana z Warszawy i współczesne witraże autorstwa Elżbiety i Aleksandra Kozerów. W miejscu, gdzie dawniej wznosiło się prezbiterium starego kościoła, tuż za schodami znajduje się krypta, w której spoczywają hrabiostwo Józef i Jadwiga Mieroszewscy, ich tragicznie zmarła córeczka Konstancja oraz dwoje zmarłych w dzieciństwie synów Jacka i Ewy Siemieńskich - Jan i Stanisław.   

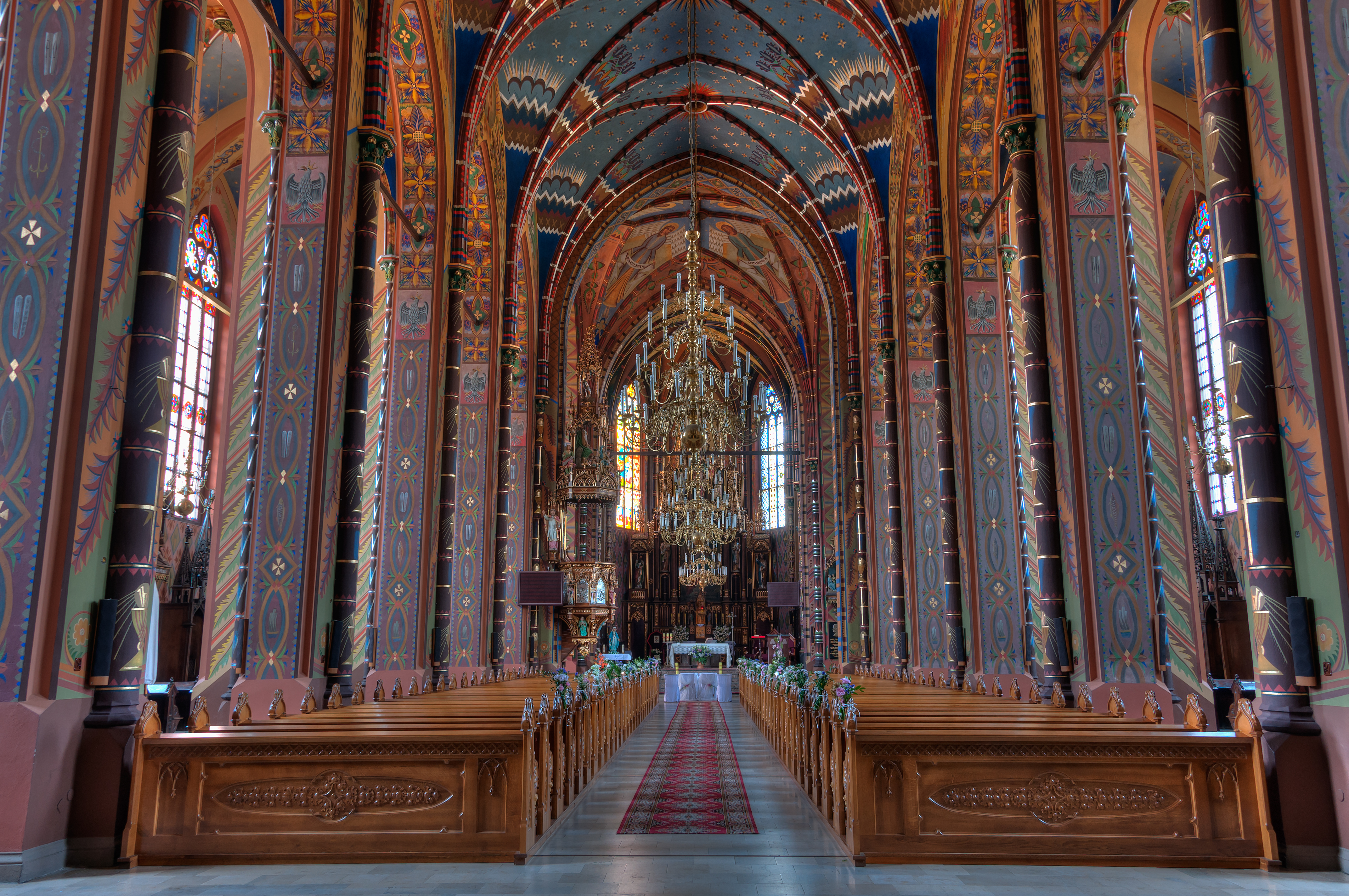
Wnętrze Kościoła

23 lutego 1960 r. kościół św. Joachima w Sosnowcu wraz z najbliższym otoczeniem i ogrodzeniem został wpisany na listę zabytków. W 1986 r. decyzją księdza biskupa Stanisława Nowaka został mianowany nowy proboszcz ksiądz Stanisław Kocot, który przystąpił do trwającego ponad 25 lat remontu kościoła. W wyniku przeprowadzonych prac wymieniono więźbę dachową świątyni i wież, pokrywając je miedzianą blachą, wymieniono instalację elektryczną i okna. Po zdjęciu zabezpieczających kratownic i siatek przystąpiono do prac tynkarskich, a malaturę ścian przywrócono do pierwotnego stanu. W całym kościele położono nową posadzkę oraz ufundowano nowe ławki i żyrandole oraz wyremontowano dwa instrumenty organowe. Dzięki pracom konserwatorskim odnowiono zabytkowe ołtarze i ambonę. Na wieży zachodniej zawieszono trzy nowe dzwony wykonane w pracowni ludwisarskiej Felczyńskich w Przemyślu. 14 czerwca 2000 r. na placu przy ul. Gwiezdnej w Sosnowcu, w obecności 10 tys. osób, biskup diecezjalny Adam Śmigielski dokonał koronacji zabytkowej figury Matki Bożej z ołtarza głównego kościoła św. Joachima. W 2022 r. dokonano poświęcenia monumentalnych figur drogi krzyżowej, które ustawiono na przykościelnym placu. W południowo zachodniej części kościoła udostępniono w nieużytkowanej zakrystii kaplicę z całodzienną adoracją Najświętszego Sakramentu.  

## Miejsce pamięci
Kościół św. Joachima jest świątynią, w której żywe są tradycje patriotyczne. Przed wejściem do niej na ścianie odsłonięto tablicę upamiętniająca oficerów polskich pomordowanych w Katyniu w 1940 r. oraz tablicę ku czci księdza Jerzego Popiełuszko, kapelana NSZZ „Solidarność”, zamordowanego przez oficerów Służby Bezpieczeństwa. Obok głównego ołtarza znajdziemy również bardzo szczególną pamiątkę - tron, na którym zasiadał św. Jan Paweł II podczas wizyty w Sosnowcu 14 czerwca 1999 r..

## Oficjalna strona internetowa
- http://joachim.sosnowiec.pl/